# تپه سر قلا شرقی
تپه سر قلا شرقی مربوط به دوره اشکانیان - دوره ساسانیان است و در شهرستان خرم‌آباد، بخش مرکزی، دهستان رباط نمکی، روستای زرین چغا جابری واقع شده و این اثر در تاریخ ۲۸ اسفند ۱۳۸۵ با شمارهٔ ثبت ۱۸۸۳۲ به‌عنوان یکی از آثار ملی ایران به ثبت رسیده است.